# Liberty Island
Pour les articles homonymes, voir Liberty.
 (mars 2020).
Si vous disposez d'ouvrages ou d'articles de référence ou si vous connaissez des sites web de qualité traitant du thème abordé ici, merci de compléter l'article en donnant les références utiles à sa vérifiabilité et en les liant à la section « Notes et références ».
Liberty Island est une île inhabitée de la Upper New York Bay (« baie supérieure de New York », partie septentrionale de la baie de New York), sur laquelle est érigée la statue de la Liberté. Sa superficie est de 6 ha.

## Histoire
Le nom de Liberty Island est utilisé dès le début du XXe siècle, mais l'île n'est officiellement rebaptisée qu'en 1956. Avant la construction de la statue de la Liberté, l'île est connue successivement sous les noms de Oyster Island (« île aux Huîtres »), puis de Bedloe's Island (du nom d'un ancien propriétaire, Isaac Bedlow, un Calaisien installé à New York, qui acquit l'île en 1667).
Elle est par la suite la propriété de deux négociants, Adolphe Philipse et Henry Lane, période durant laquelle elle est réquisitionnée par la ville de New York pour y installer un centre de quarantaine contre la variole. Elle est achetée en 1746 par Archibald Kenned, chef du Clan Kennedy en Écosse, qui y installe une résidence estivale. Celui-ci permet également que l'on utilise de nouveau l'île comme centre de quarantaine contre la variole.
La ville de New York en fait l'acquisition le 18 février 1758, pour la somme de 1 000 $, afin d'en faire un centre de quarantaine contre la peste.
En 1800, l'État de New York la cède à son tour au gouvernement fédéral (en même temps que Governors Island et Ellis Island) qui en assure la fortification. C'est ainsi que l'on érige de 1806 à 1811 Fort Wood (baptisé ainsi en l'honneur du Lieutenant-Colonel Eleazer D. Wood (en) qui combattit lors de la guerre anglo-américaine de 1812), un ouvrage défensif, construit en granite sur un plan en étoile à onze branches, ce qui lui vaut le surnom de Star Fort (« fort étoile »). Ce fort garde son activité militaire jusqu'en 1944 et sert de support pour la statue de la Liberté,.
Depuis les attentats du 11 septembre 2001, l'île est surveillée jour et nuit par des patrouilles de l'US Coast Guard.[réf. nécessaire]

## Statut administratif
L'île est une exclave de l'État de New York dans l'État du New Jersey. Elle est entourée entièrement des eaux de l'État du New Jersey, mais demeure cependant la propriété du gouvernement fédéral et est administrée par le National Park Service. Les bâtiments et les docks sont sous la juridiction de la ville de New York.

## Accès
Elle est uniquement accessible au public par ferry, au départ de Battery Park à Manhattan et de Liberty State Park à Jersey City. Liberty Island se situe à 1,6 km de sa voisine Ellis Island, à 600 m de Liberty State Park et à 2,6 km de Manhattan.

## Dans la culture populaire
L’île apparaît dans Deus Ex dès le début du jeu. La statue de la Liberté y est alors décapitée à la suite d'un attentat revendiqué par les terroristes NSF, tandis que sous l'île se trouve le siège de l'organisation anti-criminelle pour laquelle travaille le héros JC Denton, l'UNATCO.
Elle apparaît également dans Grand Theft Auto IV et Grand Theft Auto: Chinatown Wars sous le nom de Happiness Island.